# Вірменська церква (Харків)
Вірме́нська це́рква Сурб Арутю́на (Святого Воскресіння) — культова споруда в Харкові.
Освячена 24 серпня 2004 року католікосом усіх вірмен Вірменської апостольської церкви Гарегіном ІІ.